# Robin Chaigneau
Robin Chaigneau (Meerkerk, Zederik, 2 de setembre de 1988) va ser un ciclista neerlandès que fou professional del 2008 al 2014. Actualment exerceix la tasca de director esportiu.

## Palmarès
- 2006
  -  Campió dels Països Baixos júnior en ruta
- 2008
  - Campió del món universitari en ruta
  - 1r al Tour d'Overijssel
- 2012
  - 1r al Ster van Zwolle